# Leònides (general)
Leònides  (en llatí Leonidas, en grec antic Λεωνίδας) fou un general d'Antígon el borni que l'any 320 aC es va enfrontar a una revolta de 3000 soldats macedonis a Licaònia, i va aconseguir dominar la rebel·lió amb un estratagema que Poliè no detalla.
Alguns pensen que després va deixar el servei d'Antígon i va passar al de Ptolemeu I Sòter, que el 310 aC el va enviar a ocupar les posicions costaneres d'Antígon a Cilícia que pel tractat del 311 aC Antígon havia d'evacuar (cosa amb la qual Antígon no hi estava d'acord); inicialment va tenir èxit, conseguint ocupar les ciutats de la costa però llavors va arribar Demetri Poliorcetes i el va derrotar recuperant les ciutats perdudes, segons diu Diodor de Sicília.
Segons diu l'enciclopèdia Suides, després Ptolemeu va restablir la llibertat de les ciutats gregues i va nomenar Leònides governador de Grècia, probablement l'any 308 aC. Altres historiadors pensen que el general d'Antígon i el de Ptolemeu eren personatges diferents.